# Краснопольская волость (Ахтырский уезд)
Краснопольская во́лость — историческая административно-территориальная единица Ахтырского уезда Харьковской губернии с волостным правлением в слободе Краснополье.
По состоянию на 1885 год состояла из 24 поселений, 20 сельских общин. Население — 12269 человек (6284 человек мужского пола и 5985 — женского), 2266 дворовых хозяйства.
|                       | Площадь | В том числе пахотной |
| --------------------- | ------- | -------------------- |
| Сельских общин        | 10632   | 8631                 |
| Частной собственности | 14456   | 7471                 |
| Другой собственности  | 355     | 309                  |
| В целом               | 32757   | 22720                |

### Основные поселения волости[1]
- Краснополье — слобода при реке Сыроватке в 75 верстах от уездного города Ахтырки. В слободе волостное правление, 659 дворов, 3106 жителей, 2 православных церкви, школа, больница, 5 лавок, 2 постоялых двора, 2 базара, 4 ярмарка. В 7 верстах — винокуренный завод.
- Видновка (Боромелька) — бывшее владельческое село при реке Боромельке. В селе 80 дворов, 546 жителей, православная церковь.
- Марьин — бывший владельческий хутор при реке Грязной. На хуторе 15 дворов, 69 жителей, свеклосахарный завод.
- Покровская — бывшая государственная слобода при реке Сыроватке. В слободе 375 дворов, 2235 жителей, православная церковь, школа.
- Преображенское (Гричаниновка) — бывшая владельческая слобода при реке Сыроватке. В слободе 45 дворов, 225 жителей, православная церковь, винокуренный завод.
- Самотоевка — бывшая государственная слобода при реке Сыроватке. В слободе 289 дворов, 1428 жителей, православная церковь, школа, базар, 2 лавки, 3 ярмарки.
- Турья — бывшее владельческое село. В селе 95 дворов, 437 жителей, православная церковь, 3 ярмарки.
- Угроеды — бывшее владельческое село при реке Рыбице. В селе 204 двора, 1076 жителей, православная церковь, винокуренный завод.
- Успенское (Ефремовка) — бывшее владельческое село при реке Сыроватке. В селе 69 дворов, 265 жителей, православная церковь, кирпичный завод.

### Храмы волости[2]
- Преображенская церковь в слободе Краснополье (построена в 1889 году[3])
- Успенская церковь в слободе Краснополье (построена в 1876 году[3])
- Григорьевская церковь в селе Турье (построена в 1773 году[3])
- Иоанно-Предтеченская церковь в селе Видновке (построена в 1836 году[3])
- Николаевская церковь в слободе Самотоевке (построена в 1845 году[3])
- Покровская церковь в слободе Покровской (построена в 1887 году[3])
- Преображенская церковь в слободе Гречаниновке (построена в 1830 году[3])
- Пророко-Ильинская церковь в селе Угроедах (построена в 1847 году[3])
- Успенская церковь в селе Успенском (построена в 1767 году[3])